# Андроникова, Гана
Гана Андроникова (чеш. Hana Andronikova; 9 сентября 1967, Готвальдов, Чехословакия — 20 декабря 2011, Прага) — современная чешская писательница.
После окончания гимназии, изучала английский и чешский языки на философском факультете Карлова университета в Праге, затем работала в чешских и иностранных коммерческих фирмах.
С 1999 занималась литературным творчеством.
За свой дебютный роман «Звук солнечных часов» (Zvuk slunečních hodin) в 2001 году получила Литературную премию чешского «Книжного клуба», а в 2002 году премию «Magnesia Litera» (в категории "Открытие года").
Написанию её книги «Звук солнечных часов» , посвященному поискам общего и отличного в двух авторитарных режимах, пришедшихся на долю Чехии в XX веке, судьбам нескольких женщин от Холокоста до Бархатной революции 1989 года в Чехословакии, сопутствовала глубокая научная работа, в результате чего возникла некая карта Холокоста.
За книгу «Небеса не имеют дна» в 2011 повторно была удостоена премии «Magnesia Litera» .
Умерла от рака 20 декабря 2011 года.

## Избранные произведения
- «Звук солнечных часов» (2001) ISBN 80-242-0689-7
- «Сердце на удочке» (книга рассказов, 2002) ISBN 80-7227-138-5
- «Небеса не имеют дна» (2010) ISBN 978-80-207-1337-7